# Liezel Huber
Liezel Huber, z domu Horn (ur. 21 sierpnia 1976 w Durbanie) – amerykańska tenisistka, do 2007 roku reprezentująca ojczystą Republikę Południowej Afryki; specjalistka gry podwójnej; zwyciężczyni pięciu turniejów wielkoszlemowych w tej konkurencji, dwukrotna mistrzyni i trzykrotna wicemistrzyni w grze mieszanej; była liderka deblowej klasyfikacji WTA; zwyciężczyni deblowego turnieju Mistrzyń w latach 2007, 2008 i 2011. Reprezentantka obydwu krajów w rozgrywkach Pucharu Federacji oraz w letnich igrzyskach olimpijskich (Sydney 2000 w barwach Republiki Południowej Afryki i Pekin 2008 oraz Londyn 2012 w barwach Stanów Zjednoczonych). Tenisistka praworęczna z oburęcznym bekhendem.

## Kariera tenisowa

### Występy juniorskie
Liezel zadebiutowała w rozgrywkach juniorskich podczas Wimbledonu w 1992 roku, ale odpadła już w drugiej rundzie. W gronie zawodników do lat osiemnastu występowała do 1994. Już wtedy osiągała lepsze wyniki w grze podwójnej. W 1992 była w juniorskim ćwierćfinale deblowym French Open i półfinale Wimbledonu. Była liderką rankingu juniorek w Republice Południowej Afryki.

### Gra pojedyncza
W styczniu 1995 roku Liezel po raz pierwszy wzięła udział w eliminacjach do turnieju WTA. Miało to miejsce w nowozelandzkim Auckland, odpadła w drugiej rundzie. Dopiero pod koniec kwietnia w Budapeszcie zadebiutowała w drabince głównej, przegrywając spotkanie otwarcia z Eleną Wagner, najwyżej rozstawioną. W czerwcu 1996 zwyciężyła pierwsze profesjonalne spotkanie w stolicy Węgier z Tiną Pliwelicz 6:2, 6:4. Jej singlowe występy w WTA nadal miały charakter „gościnny”, bowiem więcej czasu poświęcała imprezom Międzynarodowej Federacji Tenisowej, gdzie odnosiła niemałe sukcesy. W czerwcu 1997 wzięła udział w kwalifikacjach do wielkoszlemowego Roland Garros, ale została pokonana już w pierwszej rundzie. Rok później przebrnęła paryskie kwalifikacje, ulegając w meczu otwarcia Caroline Dhenin. Wynik powtórzyła na US Open. W sezonie 1999 wspięła się na najwyższe w karierze, 131. miejsce w rankingu indywidualnym. Wkrótce odnotowała gwałtowny spadek na liście światowej, gdyż po US Open nie grała już turniejów indywidualnych. W listopadzie 2001 osiągnęła najlepszy indywidualny wynik, jakim był ćwierćfinał w Pattaya, przegrany z Henrietą Nagyovą. Potem już coraz rzadziej występowała indywidualnie, wreszcie w 2004 roku definitywnie zrezygnowała z singla.

### Gra podwójna

#### 1994-1998
Huber poświęciła się wyłącznie karierze deblowej. Swój debiut w grze podwójnej odnotowała w kwietniu 1994 roku w Amelia Island. Partnerowała jej Lenka Laskova i odpadły w pierwszej rundzie z Elly Hakimi i Danielle Scott. Kolejny występ zawodniczki z południowej Afryki w cyklu WTA był już o wiele lepszy, a mianowicie razem z Dominique Van Roost doszły do półfinału w Tokio. W 1995 z rodaczką Mariaan de Swardt po raz pierwszy wystąpiły w Wielkim Szlemie, ale na starcie zostały pokonane przez Patty Fendick i Mary Joe Fernandez. W sezonie tym Horn grywała z różnymi partnerkami, najczęściej jednak z Belgijką Van Roost. Lata 1996 i 1997 spędziła, grając w imprezach ITF. W styczniu 1998 ponownie pojawiła się w profesjonalnych rozgrywkach. Razem z Paolą Suárez doszła do ćwierćfinału w Gold Coast. Była też w półfinale w Oklahoma City i Budapeszcie z Laurą Golarsą. W czerwcu 1998 zawitała w Warszawie i to tutaj, wespół z Karin Kschwendt, osiągnęła pierwszy zawodowy finał. Na koniec roku doszła do półfinału w Pattaya.

#### 1999
W 1999 przebiła się do czołowej setki deblowej klasyfikacji WTA. Razem z Sonyą Jeyaseelan były w ćwierćfinale w Berlinie, gdzie uległy Janie Novotnej i Patricii Tarabini. Wkrótce z Katariną Srebotnik awansowały do trzeciej rundy French Open, gdzie trafiły na Annę Kurnikową i Martinę Hingis. Prawdziwą niespodziankę sprawiły, dochodząc do półfinału Wimbledonu, w którym lepsze okazały się Lindsay Davenport i Corina Morariu. Horn, razem z Kimberly Po, zaliczyła jeszcze ćwierćfinał US Open, w którym przegrały z Arantxą Sánchez Vicario i Łarysą Neiland.

#### 2000
Sezon 2000 rozpoczęła z opóźnieniem, ale za to mocnym akcentem. Z Laurą Montalvo doszły do półfinałów turnieju pierwszej kategorii na Florydzie. Z tą samą tenisistką Horn awansowała do jednej czwartej Roland Garros (porażka z Ruano Pascual i Suarez). Pod koniec sezonu doszła do finału w Kuala Lumpur.

#### 2002
Po serii bardzo dobrych występów w roku 2002 udało jej się zdobyć pierwszy profesjonalny tytuł. Stało się to w Tokio. Tydzień później triumfowała również w Szanghaju, a w ostatnim występie sezonu była w finale w Pattaya.
Razem z Nicole Arendt wygrała turniej w Auckland w styczniu 2002. Następnie znalazła się w trzeciej rundzie Australian Open. Na paryskich kortach niedaleko Lasku Bolońskiego doszła do półfinału, ustanawiając swój największy życiowy wynik. Zakwalifikowała się do Masters, ale odpadła już w pierwszym meczu. Towarzysząc Magdalenie Maleewej, wygrała zawody w Miami w roku 2003. Zwycięstwo odniosła także w Sarasocie, ale tym razem u boku wybitnej Amerykanki, Martiny Navrátilovej. Triumfowała w Warszawie (z Maleewą), Madrycie (z Jill Craybas) i Linzu (z Ai Sugiyamą). Huber nadal nie miała stałej partnerki deblowej.

#### 2004
Bardzo dobre występy w Australian Summer 2004 zwieńczyła kolejnym półfinałem wielkoszlemowym, tym razem w Melbourne (z Maleewą). Wygrała też zawody w Hajdarabadzie. W czerwcu, na kortach londyńskiego Wimbledonu, odniosła nowy największy sukces w karierze w postaci wielkoszlemowego wicemistrzostwa. Partnerowała Sugiyamie, a w decydującym meczu uległy Carze Black i Rennae Stubbs. Na US Open razem z Tamarine Tanasugarn weszła do ćwierćfinału.

#### 2005
W sezonie 2005 zaczęła częściej występować z Zimbabwejką Carą Black, z którą to osiągnęły mistrzostwa w Rzymie oraz na Wimbledonie (w finale pokonały Amélie Mauresmo i Swietłanę Kuzniecową). Jako rozstawione z numerem drugim doszły do finału French Open, ale uległy w nim Ruano Pascual i Suarez. Po Wimbledonie Huber nabawiła się kontuzji kolana, która zakończyła się operacją i zmusiła tenisistkę do półrocznej przerwy w występach.

#### 2006
Drogi jej i Black ponownie się rozeszły. W 2006 roku Huber wygrała w Bangalore razem z Mirzą, w Strasburgu z Navratilovą, w Kolkacie ponownie z Mirzą; wielokrotnie docierała do finałów, nie wystąpiła w Masters. Po tym sezonie Black rozstała się z dotychczasową partnerką deblową, Rennae Stubbs i wznowiła współpracę z Liezel. W styczniu zdobyły mistrzostwo Australian Open, wygrywając seryjnie kolejne turnieje (Paryż, Antwerpia, Dubaj, Wimbledon, San Diego, Moskwa i Linz). W listopadzie triumfowały w turnieju Mistrzyń, w finale pokonując Srebotnik i Sugiyamę.

#### 2008
W sezonie 2008 nie zdołały obronić mistrzostwa z Melbourne, pokonane w ćwierćfinale przez późniejsze zwyciężczynie, ukraińskie siostry Alonę i Katerynę Bondarenko. Niespodziewanie przegrały w pierwszej rundzie w Paryżu; wkrótce dotarły do finału w Dosze. W marcu przyznano Huber i Black nagrody WTA dla najlepszej pary deblowej sezonu. W kwietniu Liezel zadebiutowała w turnieju o Puchar Federacji w barwach Stanach Zjednoczonych. Razem z Vanią King pokonały Swietłanę Kuzniecową i Jelenę Wiesninę 7:6(3), 6:4. Triumfowały w Rzymie, eliminując w decydującej rozgrywce Llagosterę Vives i Martínez Sánchez. We French Open doszły do półfinału, ale zwyciężyły w Birmingham oraz Eastbourne. W półfinale Wimbledonu niespodziewanie przegrały z powracającą parą deblistek Stosur i Raymond.
Pod koniec lipca 2008 roku Huber w parze z Carą Black triumfowały w turnieju Bank of the West Classic w Stanford, pokonując w finale Jelenę Wiesninę i Wierę Zwonariową z Rosji 6:4, 6:3. Niespełna dwa tygodnie później ponownie w parze z Black odniosła spektakularne zwycięstwo, wygrywając w turnieju pierwszej kategorii Rogers Cup w Montrealu. Para Huber/Black pokonała w finale Mariję Kirilenko i Flavię Pennettę 6:1, 6:1.
W turnieju US Open Huber w parze z Carą Black, pokonała w finale Australijkę Samanthę Stosur i Amerykankę Lisę Raymond 6:3, 7:6(6), biorąc tym samym rewanż za porażkę w półfinale Wimbledonu. Ponadto Liezel w parze z Brytyjczykiem Jamiem Murrayem dotarła do finału rozgrywek gry mieszanej, ulegając w nim swojej partnerce deblowej Carze Black i Hindusowi Leandrowi Paesowi 6:7, 4:6. W halowej części sezonu Huber i Black wygrały turnieje w Zurychu (finał z Anną-Leną Grönefeld i Patty Schnyder) oraz Sony Ericsson Championships w Dosze po finale z Květą Peschke i Rennae Stubbs. Zagrały również w finałach w Moskwie i Linzu.

#### 2009
Na początku roku 2009 Black i Huber osiągnęły ćwierćfinały w Brisbane (pokonane przez Danielę Hantuchovą i Ai Sugiyamę), w Australian Open (z tymi samymi przeciwniczkami) i półfinał w Sydney (z Nathalie Dechy i Casey Dellacquą). Liezel wystąpiła w ćwierćfinale Pucharu Federacji przeciwko Argentynkom i wygrała spotkanie deblowe, partnerując Julie Ditty. Wkrótce liderki rankingu triumfowały w Paryżu i Dubaju (w tym drugim finale pokonując Agnieszkę Radwańską i Mariję Kirilenko), po czym odniosły zaskakującą porażkę w drugiej rundzie w Indian Wells z Alisą Klejbanową i Monicą Niculescu.

#### 2012

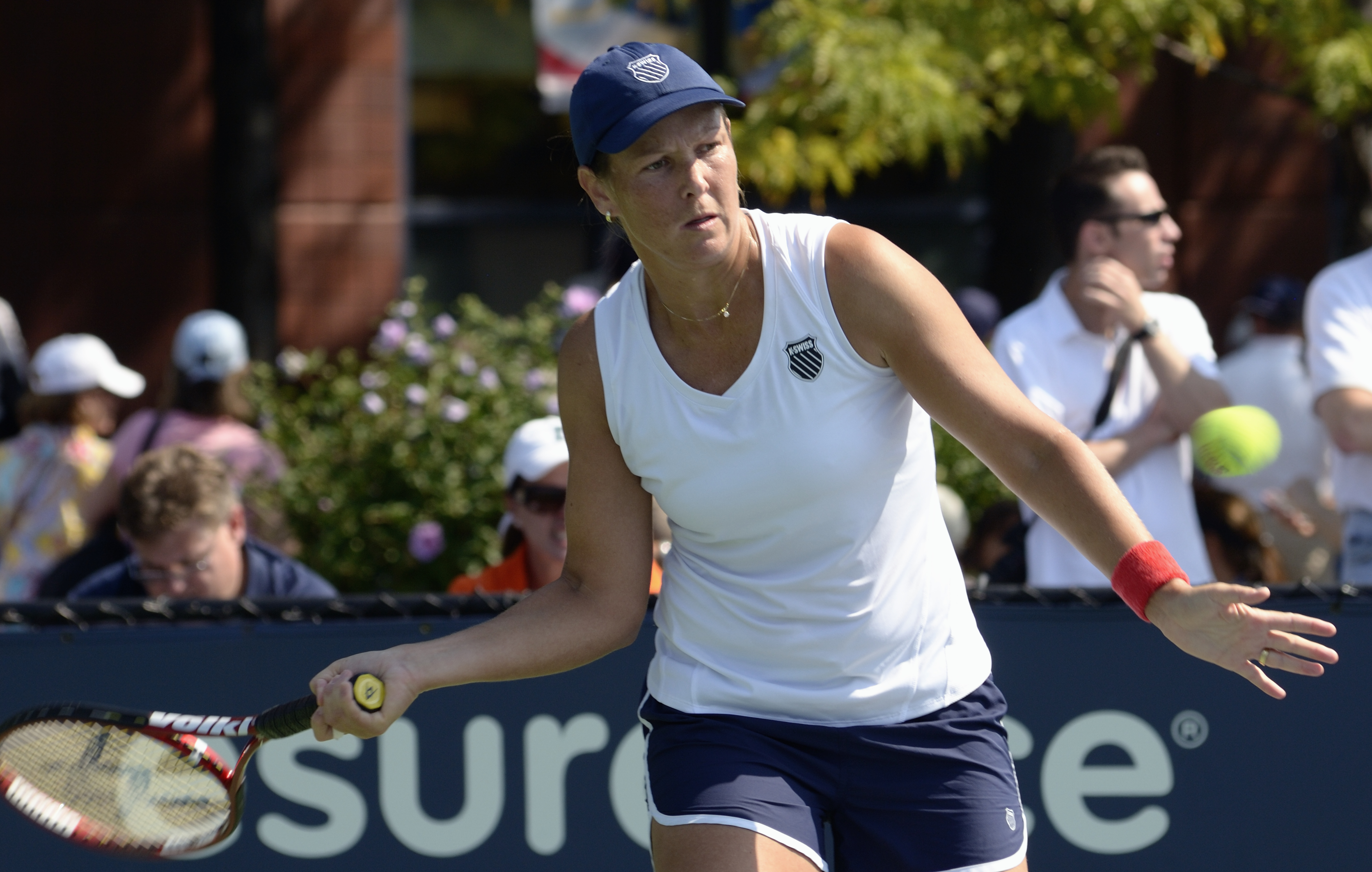
Liezel Huber podczas turnieju w US Open 2011

W sezonie 2012 w parze z Lisą Raymond wygrała turniej na kortach twardych w hali we francuskim Paryżu. W finale para pokonała Annę-Lenę Grönefeld i Petrę Martić wynikiem 7:6(3), 6:1. Tydzień później para wygrała zawody rangi Premier 5 w Dosze. Rywalkami w finale były rodaczki Raquel Kops-Jones oraz Abigail Spears. Mecz zakończył się wynikiem 6:3, 6:1. W kolejnym tygodniu Amerykanki znów wygrały turniej deblowy rangi Premier. W Dubaju zawodniczki pokonały Sanię Mirzę i Jelenę Wiesninę wynikiem 6:2, 6:1. W marcu na kortach Indian Wells para znów pokonała Mirzę i Wiesninę. Mecz zakończył się wynikiem 6:2, 6:3. W czerwcu debel przegrał w finale w turnieju w Birmingham. Lepsze okazały się Tímea Babos i Hsieh Su-wei, którym Amerykanki uległy w finale 5:7, 7:6(2), 8-10. W następnym tygodniu również znalazły się w finale turnieju na nawierzchni trawiastej. W Eastbourne musiały uznać wyższość Nurii Llagostery Vives i Maríí José Martínez Sánchez po kreczu poniesionym przy stanie 4:6. Razem z Raymond zdobyły czwarte miejsce na Letnich Igrzyskach Olimpijskich 2012 w grze podwójnej. W meczu o trzecie miejsce przegrały 6:4, 4:6, 1:6 z Mariją Kirilenko i Nadieżdą Pietrową. W grze mieszanej wystąpiła razem z Bobem Bryanem, ale para odpadła w pierwszej rundzie. Kolejny triumf w grze podwójnej odniosła w New Haven. Podczas US Open Huber broniła tytułu w parze z Lisą Raymond. Amerykanki, rozstawione z numerem pierwszym, odpadły w trzeciej rundzie, ulegając Hsieh Su-wei i Anabel Medinie Garrigues 4:6, 6:2, 4:6. Podczas tej samej imprezy Huber spróbowała swoich sił także w mikście. Amerykanka i jej partner Maks Mirny dotarli do półfinału, gdzie przegrali z Květą Peschke i Marcinem Matkowskim 5:7, 2:6. Po tym turnieju Huber i jej partnerka deblowa Lisa Raymond straciły pozycję liderek deblowego rankingu WTA na rzecz Sary Errani. W kończących sezon Mistrzostwach WTA para osiągnęła półfinał, w którym przegrała z Czeszkami Hlaváčkovą i Hradecką, co spowodowało spadek Huber na ósmą pozycję w rankingu WTA deblistek.

#### 2013
Sezon 2013 Huber rozpoczęła od ćwierćfinałów w Brisbane i Sydney. Podczas Australian Open osiągnęła trzecią rundę debla, natomiast w mikście przegrała w drugim meczu. W Paryżu, gdzie grała razem z Andreą Hlaváčkovą, odpadła dopiero z Errani i Vinci w finale. W Dosze i Dubaju nie przeszła pierwszej rundy. W Indian Wells i Miami natomiast osiągnęła ćwierćfinały. Kolejny finał – w Charleston – ponownie osiągnęła z Hlaváčkovą. Zawody w Stuttgarcie zakończyła na ćwierćfinale. W Madrycie, Rzymie, Brukseli i na French Open nie wygrała meczu. W mikście w stolicy Francji awansowała natomiast do półfinału. Turnieje na trawie w Birmingham i Eastbourne kończyła na ćwierćfinale. Na Wimbledonie w deblu i w mikście awansowała do trzeciej rundy.

#### 2014
Sezon 2014 rozpoczęła od startów z Chan Hao-ching, jednak w pierwszych sześciu turniejach zdołały wygrać tylko pięć spotkań. Od turnieju w Miami powróciła do Lisy Raymond. Doszły wspólnie do półfinału w Oeiras i Norymberdze. Przegrały w trzeciej rundzie French Open, gdzie uległy późniejszym triumfatorkom Hsieh Su-wei i Peng Shuai 0:6, 2:6. Przegrały w ćwierćfinałach w Birmingham i Eastbourne. Podczas Wimbledonu przegrały już w drugiej rundzie z parą Shūko Aoyama – Renata Voráčová 6:0, 6:7(5), 4:6. Był to ostatni występ Huber w rozgrywkach WTA, choć oficjalnie nie ogłosiła zakończenia kariery.

#### 2016-2017
Po dwóch latach przerwy powróciła do startów. W czerwcu 2016 roku wystąpiła wspólnie z Maegan Manasse w turnieju ITF w Baton Rouge. Przegrały w drugim meczu. W styczniu 2017 roku drugi raz wystartowała w turnieju. Tym razem z Marią Sanchez wystąpiła w Sydney. W pierwszej rundzie stanęły naprzeciw groźnym Darji Gawriłowej i Darji Kasatkinie. Mimo prowadzenia 6:1 i 4:1 w drugiej partii przegrały w supertiebreaku do 7. Mimo porażki w pierwszym meczu turnieju powróciła do rankingu WTA w notowaniu z dnia 16 stycznia 2017 roku. Podczas wielkoszlemowego Australian Open osiągnęła drugą rundę. To był jednak ostatni występ Amerykanki na zawodowych korach w cyklu WTA Tour. Zakończenie kariery ogłosiła w kwietniu 2017 roku. We wrześniu wystąpiła jeszcze gościnnie w turnieju gry mieszanej podczas US Open. U boku Danny’ego Thomasa przegrała w pierwszej rundzie z rozstawioną z numerem ósmym parą Lucie Hradecká – Marcin Matkowski 4:6, 4:6.

### Nagrody i wyróżnienia
- 2005 – Najlepszy Sportowiec Republiki Południowej Afryki
- 2005 – WTA Awards: Nagroda za działalność charytatywną
- 2007 – WTA Awards: Najlepsza Para Deblowa (z Carą Black)
- 2007 – WTA Awards: Player Service
- 2007 – WTA Awards: Nagroda za działalność charytatywną
- 2008 – WTA Awards: Najlepsza Para Deblowa (z Carą Black)
- 2008 – WTA Awards: Player Service
- 2009 – WTA Awards: Player Service

## Życie prywatne
Jest córką Jana i Sici Horn. Ma siostrę bliźniaczkę, Monitę i brata Janusa. 19 lutego 2000 roku poślubiła Tony’ego Hubera. Ślub odbył się w Durbanie. Tenisistka przeprowadziła się wkrótce do Houston w stanie Teksas w Stanach Zjednoczonych. 25 lipca 2007 roku Liezel otrzymała obywatelstwo amerykańskie i zaczęła reprezentować to państwo. 27 września 2012 wraz z mężem adoptowali chłopca, który otrzymał imiona Joshua Jacob.
W 2005 utworzyła fundację charytatywną Liezel’s Cause, w celu zebrania pieniędzy i podstawowych środków do życia dla ofiar huraganu Katrina. W marcu 2007 kupiła działkę o powierzchni dziesięciu akrów, gdzie właśnie zakończyła budowę jedenastu kortów o twardej nawierzchni. W marcu 2008 otworzyła tam Huber Tennis Ranch.

## Historia występów wielkoszlemowych
Legenda
     W, wygrany turniej
     F, przegrana w finale
     SF, przegrana w półfinale
     QF, przegrana w ćwierćfinale
     xR, przegrana w x rundzie
     A, brak startu

### Występy w grze pojedynczej
| Australian Open        | A   | A   | A   | A   | A   | A   | A   | A   | A   | A   | A   | A   | 0 – 0 |  |  |  |  |  |  |  |  |  |  |  |  |  |
| French Open            | A   | A   | A   | A   | A   | A   | 2R  | A   | A   | A   | A   | A   | 1 – 1 |  |  |  |  |  |  |  |  |  |  |  |  |  |
| Wimbledon              | A   | A   | A   | A   | A   | A   | A   | A   | A   | A   | A   | A   | 0 – 0 |  |  |  |  |  |  |  |  |  |  |  |  |  |
| US Open                | A   | A   | A   | A   | A   | A   | 1R  | A   | A   | A   | A   | A   | 0 – 1 |  |  |  |  |  |  |  |  |  |  |  |  |  |
|                        |     |     |     |     |     |     |     |     |     |     |     |     |       |  |  |  |  |  |  |  |  |  |  |  |  |  |
| Ranking na koniec roku | 778 | 581 | 287 | 356 | 212 | 149 | 148 | 299 | 444 | 180 | 220 | 765 | 1 – 2 |  |  |  |  |  |  |  |  |  |  |  |  |  |

### Występy w grze podwójnej
| Turniej                | 1992 | 1993 | 1994 | 1995 | 1996 | 1997 | 1998 | 1999 | 2000 | 2001 | 2002 | 2003 | 2004 | 2005 | 2006 | 2007 | 2008 | 2009 | 2010 | 2011 | 2012 | 2013 | 2014 | 2015 | 2016 | 2017 | Tytuły | Z-P      |
| ---------------------- | ---- | ---- | ---- | ---- | ---- | ---- | ---- | ---- | ---- | ---- | ---- | ---- | ---- | ---- | ---- | ---- | ---- | ---- | ---- | ---- | ---- | ---- | ---- | ---- | ---- | ---- | ------ | -------- |
| Australian Open        | A    | A    | A    | 2R   | A    | A    | 1R   | 1R   | A    | 2R   | 3R   | A    | SF   | 2R   | 3R   | W    | QF   | QF   | F    | SF   | QF   | 3R   | 3R   | A    | A    | 2R   | 1 / 17 | 39 – 16  |
| French Open            | A    | A    | A    | 1R   | A    | 2R   | 1R   | 3R   | QF   | 2R   | SF   | 1R   | 1R   | F    | 2R   | SF   | SF   | SF   | SF   | SF   | 1R   | 1R   | 3R   | A    | A    | A    | 0 / 19 | 39 – 19  |
| Wimbledon              | A    | A    | A    | 1R   | A    | 1R   | 1R   | SF   | 2R   | 1R   | 2R   | 3R   | F    | W    | QF   | W    | SF   | SF   | SF   | QF   | SF   | 3R   | 2R   | A    | A    | A    | 2 / 19 | 50 – 17  |
| US Open                | A    | A    | A    | 1R   | 1R   | A    | 1R   | QF   | 2R   | 2R   | 2R   | QF   | QF   | A    | 3R   | 2R   | W    | F    | F    | W    | 3R   | 3R   | A    | A    | A    | A    | 2 / 17 | 41 – 15  |
|                        |      |      |      |      |      |      |      |      |      |      |      |      |      |      |      |      |      |      |      |      |      |      |      |      |      |      |        |          |
| Ranking na koniec roku | 338  | 388  | 112  | 181  | 130  | 106  | 57   | 37   | 43   | 21   | 18   | 12   | 11   | 6    | 17   | 1    | 1    | 1    | 3    | 1    | 8    | 22   | 51   | –    | –    | 401  | 5 / 72 | 169 – 67 |

### Występy w grze mieszanej
| Turniej         | 1992 | 1993 | 1994 | 1995 | 1996 | 1997 | 1998 | 1999 | 2000 | 2001 | 2002 | 2003 | 2004 | 2005 | 2006 | 2007 | 2008 | 2009 | 2010 | 2011 | 2012 | 2013 | 2014 | 2015 | 2016 | 2017 | Tytuły | Z-P      |
| --------------- | ---- | ---- | ---- | ---- | ---- | ---- | ---- | ---- | ---- | ---- | ---- | ---- | ---- | ---- | ---- | ---- | ---- | ---- | ---- | ---- | ---- | ---- | ---- | ---- | ---- | ---- | ------ | -------- |
| Australian Open | A    | A    | A    | A    | A    | A    | A    | A    | A    | 1R   | 2R   | A    | SF   | F    | 2R   | SF   | 2R   | 2R   | 1R   | 2R   | QF   | 2R   | 1R   | A    | A    | 1R   | 0 / 14 | 22 – 14  |
| French Open     | A    | A    | A    | A    | A    | A    | 1R   | 1R   | 1R   | 1R   | 1R   | 2R   | 1R   | QF   | 2R   | QF   | QF   | W    | 1R   | 1R   | QF   | SF   | 2R   | A    | A    | A    | 1 / 17 | 25 – 16  |
| Wimbledon       | A    | A    | A    | A    | A    | 1R   | 1R   | 1R   | 1R   | F    | 3R   | SF   | 3R   | SF   | 2R   | 2R   | SF   | SF   | 2R   | QF   | SF   | 3R   | 2R   | A    | A    | A    | 0 / 18 | 38 – 18  |
| US Open         | A    | A    | A    | A    | A    | A    | A    | 1R   | A    | A    | A    | 1R   | QF   | A    | 1R   | SF   | F    | SF   | W    | 2R   | SF   | QF   | A    | A    | A    | 1R   | 1 / 12 | 30 – 11  |
|                 |      |      |      |      |      |      |      |      |      |      |      |      |      |      |      |      |      |      |      |      |      |      |      |      |      |      |        |          |
|                 |      |      |      |      |      |      |      |      |      |      |      |      |      |      |      |      |      |      |      |      |      |      |      |      |      |      | 2 / 61 | 115 – 59 |

## Finały turniejów wielkoszlemowych

### Gra podwójna
| Rezultat     | Rok  | Turniej         | Nawierzchnia | Partnerka         | Przeciwniczki w finale               | Wynik finału        |
| Finalistka   | 2004 | Wimbledon       | Trawiasta    | Ai Sugiyama       | Cara Black Rennae Stubbs             | 6:3, 7:6(5)         |
| Finalistka   | 2005 | French Open     | Ziemna       | Cara Black        | Virginia Ruano Pascual Paola Suárez  | 4:6, 6:3, 6:3       |
| Zwyciężczyni | 2005 | Wimbledon       | Trawiasta    | Cara Black        | Swietłana Kuzniecowa Amélie Mauresmo | 6:2, 6:1            |
| Zwyciężczyni | 2007 | Australian Open | Twarda       | Cara Black        | Chan Yung-jan Chuang Chia-jung       | 6:4, 6:7(4), 6:1    |
| Zwyciężczyni | 2007 | Wimbledon       | Trawiasta    | Cara Black        | Katarina Srebotnik Ai Sugiyama       | 3:6, 6:3, 6:2       |
| Zwyciężczyni | 2008 | US Open         | Twarda       | Cara Black        | Lisa Raymond Samantha Stosur         | 6:3, 7:6(8)         |
| Finalistka   | 2009 | US Open         | Twarda       | Cara Black        | Serena Williams Venus Williams       | 6:2, 6:2            |
| Finalistka   | 2010 | Australian Open | Twarda       | Cara Black        | Serena Williams Venus Williams       | 6:4, 6:3            |
| Finalistka   | 2010 | US Open         | Twarda       | Nadieżda Pietrowa | Vania King Jarosława Szwiedowa       | 2:6, 6:4, 7:6(4)    |
| Zwyciężczyni | 2011 | US Open         | Twarda       | Lisa Raymond      | Vania King Jarosława Szwiedowa       | 4:6, 7:6(5), 7:6(3) |

### Gra mieszana
| Rezultat     | Rok  | Turniej         | Nawierzchnia | Partner       | Przeciwnicy w finale               | Wynik finału      |
| Finalistka   | 2001 | Wimbledon       | Trawiasta    | Mike Bryan    | Leoš Friedl Daniela Hantuchová     | 4:6, 6:3, 6:2     |
| Finalistka   | 2005 | Australian Open | Twarda       | Kevin Ullyett | Samantha Stosur Scott Draper       | 6:2, 2:6, 10–6    |
| Finalistka   | 2008 | US Open         | Twarda       | Jamie Murray  | Leander Paes Cara Black            | 7:6(6), 6:4       |
| Zwyciężczyni | 2009 | French Open     | Ziemna       | Bob Bryan     | Vania King Marcelo Melo            | 5:7, 7:6(5), 10–7 |
| Zwyciężczyni | 2010 | US Open         | Twarda       | Bob Bryan     | Květa Peschke Aisam-ul-Haq Qureshi | 6:4, 6:4          |

## Finały turniejów WTA
| Legenda                     | Legenda |
| --------------------------- | ------- |
| Wielki Szlem                |         |
| Igrzyska olimpijskie        |         |
| WTA Tour Championships      |         |
| 1988 – 2008                 |         |
| Kategoria I                 |         |
| Kategoria II                |         |
| Kategoria III               |         |
| Kategoria IV                |         |
| Kategoria V                 |         |
| 2009 – 2020                 |         |
| WTA Premier Mandatory       |         |
| WTA Premier 5               |         |
| WTA Premier                 |         |
| WTA International Series    |         |
| WTA 125K series (2012–2020) |         |

## Występy w Turnieju Mistrzyń

### W grze podwójnej
| Rok  | Rezultat    | Partnerka     | Przeciwniczki                                      | Wynik             |
| 2001 | Ćwierćfinał | Nicole Arendt | Cara Black Jelena Lichowcewa                       | 3:6, 6:7(5)       |
| 2007 | Zwycięstwo  | Cara Black    | Katarina Srebotnik Ai Sugiyama                     | 5:7, 6:3, 10–8    |
| 2008 | Zwycięstwo  | Cara Black    | Květa Peschke Rennae Stubbs                        | 6:1, 7:5          |
| 2009 | Finał       | Cara Black    | Nuria Llagostera Vives María José Martínez Sánchez | 6:7(0), 7:5, 7-10 |
| 2011 | Zwycięstwo  | Lisa Raymond  | Květa Peschke Katarina Srebotnik                   | 6:4, 6:4          |
| 2012 | Półfinał    | Lisa Raymond  | Andrea Hlaváčková Lucie Hradecká                   | 6:7(6), 1:6       |

## Finały turniejów rangi ITF
| turnieje z pulą nagród 100 000 $ |
| turnieje z pulą nagród 75 000 $  |
| turnieje z pulą nagród 50 000 $  |
| turnieje z pulą nagród 25 000 $  |
| turnieje z pulą nagród 15 000 $  |
| turnieje z pulą nagród 10 000 $  |

### Gra pojedyncza 4 (0-4)
| Rezultat   | Data       | Turniej   | ($)    | Naw.    | Przeciwniczka    | Wynik            |
| Finalistka | 24/07/1994 | Salisbury | 25 000 | Twarda  | Camille Benjamin | 6:3, 2:6, 1:6    |
| Finalistka | 03/06/1996 | Skopje    | 10 000 | Ceglana | Linda Sentis     | 4:6, 0:6         |
| Finalistka | 03/08/1997 | Lexington | 25 000 | Twarda  | Karin Miller     | 7:6(2), 1:6, 2:6 |
| Finalistka | 29/04/2002 | Dothan    | 75 000 | Ceglana | Milagros Sequera | 6:7(7), 6:4, 1:6 |

### Gra podwójna 19 (10-9)
| Rezultat     | Data       | Turniej         | ($)    | Naw.    | Partnerka            | Przeciwniczki                                  | Wynik            |
| Finalistka   | 29/03/1992 | Harare          | 10 000 | Twarda  | Jennie McMahon       | Julia Muir Sally McDonald                      | 6:2, 4:6, 5:7    |
| Finalistka   | 12/04/1992 | Gaborone        | 10 000 | Twarda  | Estelle Gevers       | Elizma Nortje Louise Venter                    | 0:6, 7:6(2), 4:6 |
| Finalistka   | 23/08/1992 | Cuernavaca      | 10 000 | Twarda  | Estelle Gevers       | Claudia Chabalgoity Isabela Petrov             | 5:7, 7:5, 2:6    |
| Finalistka   | 16/05/1993 | Basingston      | 10 000 | Twarda  | Sabine Haas          | Valda Lake Robyn Mawdsley                      | 6:3, 4:6, 1:6    |
| Zwyciężczyni | 10/10/1993 | Pretoria        | 10 000 | Twarda  | Rene Mentz           | Surina De Beer Karen Van Der Merwe             | 7:6(4), 7:5      |
| Zwyciężczyni | 08/05/1994 | San Luis Potosí | 50 000 | Twarda  | Mariaan de Swardt    | Michelle Jackson Nobrega Katarzyna Teodorowicz | 4:6, 6:3, 6:4    |
| Finalistka   | 24/07/1994 | Salisbury       | 25 000 | Twarda  | Hiroko Mochizuki     | Mareze Joubert Christina Papadaki              | 6:3, 1:6, 4:6    |
| Zwyciężczyni | 19/05/1996 | Ateny           | 50 000 | Ceglana | Christina Papadaki   | Angela Lettiere Corina Morariu                 | 7:5, 6:2         |
| Zwyciężczyni | 04/08/1996 | Roanoke         | 25 000 | Twarda  | Nino Louarsabishvili | Rebecca Jensen Shannan McCarthy                | 6:4, 6:4         |
| Finalistka   | 18/08/1996 | Bronx           | 25 000 | Twarda  | Christina Papadaki   | Nanne Dahlman Clare Wood                       | 2:6, 3:6         |
| Zwyciężczyni | 23/03/1997 | Woodlands       | 25 000 | Twarda  | Nancy Feber          | Sabine Haas Kristina Triska                    | 6:1, 6:2         |
| Finalistka   | 12/10/1997 | Sedona          | 50 000 | Twarda  | Paola Suárez         | Cătălina Cristea Corina Morariu                | 5:7, 2:6         |
| Zwyciężczyni | 29/03/1998 | Woodlands       | 25 000 | Twarda  | Els Callens          | Nathalie Dechy Lea Ghirardi                    | 6:4, 6:2         |
| Zwyciężczyni | 10/05/1998 | Cardiff         | 50 000 | Ceglana | Katarina Srebotnik   | Nancy Feber Petra Langrová                     | 6:4, 6:3         |
| Finalistka   | 02/08/1998 | Salt Lake City  | 75 000 | Twarda  | Karin Kschwendt      | Mariaan de Swardt Samantha Smith               | 2:6, 2:6         |
| Zwyciężczyni | 27/09/1998 | Seattle         | 50 000 | Twarda  | Els Callens          | Lilia Osterloh Mashona Washington              | 6:2, 3:6, 6:3    |
| Finalistka   | 01/11/1998 | Austin          | 50 000 | Twarda  | Nannie De Villiers   | Maureen Drake Lindsay Lee-Waters               | 1:6, 1:6         |
| Zwyciężczyni | 21/02/1999 | Midland         | 75 000 | Twarda  | Samantha Smith       | Kirstin Freye Sonya Jeyaseelan                 | 7:6(6), 0:6, 7:5 |
| Zwyciężczyni | 15/10/2000 | Miramar         | 25 000 | Ceglana | Lisa McShea          | Rossana de los Ríos Samantha Reeves            | 5:3, 4:1, 4:1    |

## Występy w igrzyskach olimpijskich

### Gra podwójna
| Runda                                                                                | Partnerka             | Przeciwniczki                                                   | Wynik            |
| ------------------------------------------------------------------------------------ | --------------------- | --------------------------------------------------------------- | ---------------- |
|                                                                                      |                       |                                                                 |                  |
| Letnie Igrzyska Olimpijskie w Sydney, 2000, reprezentując państwo Południowa Afryka  |                       |                                                                 |                  |
| I runda                                                                              | Amanda Coetzer        | Węgry: Petra Mandula / Katalin Marosi                           | 4:6, 3:6         |
| Letnie Igrzyska Olimpijskie w Pekinie 2008, reprezentując państwo Stany Zjednoczone  |                       |                                                                 |                  |
| I runda                                                                              | Lindsay Davenport [5] | Polska: Klaudia Jans / Alicja Rosolska                          | 6:2, 6:1         |
| II runda                                                                             | Lindsay Davenport [5] | Białoruś: Wiktoryja Azaranka / Tacciana Puczak                  | 6:4, 4:6, 6:3    |
| Ćwierćfinał                                                                          | Lindsay Davenport [5] | Hiszpania: Anabel Medina Garrigues / Virginia Ruano Pascual [4] | 7:5, 6:7(6), 6:8 |
| Letnie Igrzyska Olimpijskie w Londynie 2012, reprezentując państwo Stany Zjednoczone |                       |                                                                 |                  |
| I runda                                                                              | Lisa Raymond [1]      | wolny los                                                       | wolny los        |
| II runda                                                                             | Lisa Raymond [1]      | Polska: Agnieszka Radwańska / Urszula Radwańska                 | 6:4, 7:6(3)      |
| Ćwierćfinał                                                                          | Lisa Raymond [1]      | Rosja: Jekatierina Makarowa / Jelena Wiesnina [6]               | 6:3, 6:3         |
| Półfinał                                                                             | Lisa Raymond [1]      | Czechy: Andrea Hlaváčková / Lucie Hradecká [4]                  | 1:6, 6:7(2)      |
| O trzecie miejsce                                                                    | Lisa Raymond [1]      | Rosja: Marija Kirilenko / Nadieżda Pietrowa [3]                 | 6:4, 4:6, 1:6    |

### Gra mieszana
| Runda                                                                                | Partner       | Przeciwnicy                             | Wynik                |
| ------------------------------------------------------------------------------------ | ------------- | --------------------------------------- | -------------------- |
|                                                                                      |               |                                         |                      |
| Letnie Igrzyska Olimpijskie w Londynie 2012, reprezentując państwo Stany Zjednoczone |               |                                         |                      |
| I runda                                                                              | Bob Bryan [2] | Niemcy Sabine Lisicki / Christopher Kas | 6:7(5), 7:6(3), 5–10 |